# Julian Asquith, 2. Earl of Oxford and Asquith
Julian Edward George Asquith, 2. Earl of Oxford and Asquith, KCMG (* 22. April 1916; † 16. Januar 2011) war ein britischer Diplomat und Kolonialadministrator.

## Leben und Karriere

### Herkunft und Ausbildung
Asquith wurde am 22. April 1916 als einziger Sohn des Barristers Raymond Asquith und dessen Frau Katherine Horner geboren. Er war der Enkel des Premierministers von 1908 bis 1916, Herbert Henry Asquith. Julian Asquith hatte zwei ältere Schwestern, die jüngere war Lady Perdita Rose Mary Asquith, später Lady Hylton (1910–1996), die mit William Jolliffe, 4. Baron Hylton, verheiratet war.
Er erbte den Titel des Earl of Oxford and Asquith, als sein Großvater 1928 starb, da sein Vater im Ersten Weltkrieg gefallen war. Er wurde römisch-katholisch erzogen, nachdem seine Mutter 1923 zum Katholizismus konvertiert war. Er besuchte die St Ronan’s School, gefolgt von der führenden römisch-katholischen Schule in Großbritannien, der Benediktinerabtei am Ampleforth College. Er wurde dann Student am Balliol College der University of Oxford, wo er mit einem Master abschloss.
Nach dem Ausbruch des Zweiten Weltkriegs wurde er zum Militärdienst herangezogen. 1941 diente Asquith als Lieutenant bei den Royal Engineers. Er nahm am Abzug der Britischen Armee aus Griechenland im April 1941 teil. Nach der Evakuierung nach Ägypten gehörte er kurzzeitig dem Stab der Britischen Botschaft in Kairo an. Im Juli 1941 ging er nach Beirut als Aide-de-camp von Major-General Sir Edward Spears, der damals Leiter einer britischen diplomatischen Vertretung in den Staaten der Levante war.
1942 kehrte Asquith zu den Royal Engineers zurück. Er wurde nach Safed in Nordpalästina abkommandiert, um geheime Munitionsdepots in Felsenhöhlen anzulegen, um, für den Fall, dass die Deutsche Armee Palästina erobern würde, den Kampf hinter den feindlichen Linien fortführen zu können.
Ein Treffen mit dem Diplomaten Christopher Pirie-Gordon, dem Ersten Sekretär von Alec Kirkbride, des Vertreters Großbritanniens in Transjordanien, führte zu einer Einladung, dem Palestine Administration Service beizutreten. 1942 wurde Asquith in Beʾer Scheva Assistant District Commissioner des Subdistrikts Beʾer Scheva, einer der Unterbezirke der Distrikte im Mandatsgebiet. Das Amt übte er bis 1948 aus. Asquith verließ Palästina am letzten Tag des britischen Mandats, dem 15. Mai 1948. Während seiner Stationierung in Jerusalem war er außerdem Privatsekretär des Hochkommissars für Palästina, Sir Alan Cunningham.

### Karriere
Asquith war von 1949 bis 1950 Deputy Chairman Secretary der britischen Administration in Tripolitanien, Direktor des Inneren (Director of Interior) von Tripolitanien 1951, wo es zu seinen Aufgaben gehörte, die unter Benito Mussolinis Herrschaft aufgebauten Verwaltungs- und Regierungsstrukturen aufzulösen und die drei Territorien Tripolitanien, Kyrenaika und Fessan auf ihre politische Unabhängigkeit Ende 1951 vorzubereiten. Er war 1952 Berater des Ministerpräsidenten von Libyen, Mahmud al-Muntasir, sowie Vertrauter von Idris I., dem König des nunmehr unabhängigen Libyen.
1953 wurde er als Administrative Secretary nach Sansibar versetzt und war anschließend von 1958 bis 1962 Kolonialverwalter von Saint Lucia. 1958 wurde er Kolonialverwalter der Inseln über dem Winde. Dort empfing er unter anderem Anthony Eden und Winston Churchill, die beide mit seinem Vater befreundet waren. Von 1962 bis 1967 war er Gouverneur (Governor) und Commander-in-Chief der Seychellen. Dort war er für 65.000 Personen verantwortlich. 1965 wurde sein Aufgabenbereich um das Britische Territorium im Indischen Ozean erweitert. 1966 kam es auf den Seychellen zu Streiks für höhere Löhne. Asquith warnte davor, dass die örtlichen Polizeikräfte damit möglicherweise nicht fertigwerden würden, und überzeugte die Regierung in London, zwei Fregatten zur Verfügung zu stellen. Der Streik endete innerhalb einer Woche mit einer Einigung. Die Arbeitgeber erklärten sich zu einer Lohnerhöhung bereit.
Er war außerdem Constitutional Commander der Cayman Islands 1971 und von 1973 bis 1974 auf den Turks- und Caicosinseln. Danach trat er in den Ruhestand ein.

## Mitgliedschaft im House of Lords
Asquith erbte mit dem Titel seines Großvaters auch den damit verbundenen Sitz im House of Lords. Er verlor ihn durch den House of Lords Act 1999.

## Familie und Tod
Asquith heiratete Anne Mary Celestine Palairet (1916–1998), eine Tochter von Sir Michael Palairet (1882–1956) und dessen Frau Mary de Vere Studd, am 28. August 1947. Beide hatten sich 1941 in Athen kennengelernt; Anne Palairets Vater war seit 1917 als Diplomat an der Britischen Botschaft in Athen tätig und wurde 1942 zum Botschafter ernannt. Aus der Ehe gingen fünf Kinder hervor: zwei Söhne, beide Diplomaten, und drei Töchter, von denen die mittlere ebenfalls mit einem Diplomaten verheiratet ist.
Asquith lebte in Mells, in der Nähe von Frome in Somerset.
Privat interessierte sich Asquith insbesondere für Politik, Philosophie und Religion. Asquiths Mutter lebte ebenfalls in Mells und starb 1976. Ihr Anwesen erbte er.
Asquith starb am 16. Januar 2011 im Alter von 94 Jahren. Seinen Titel erbte sein ältester Sohn Raymond Asquith, 3. Earl of Oxford and Asquith (* 1952), ein früherer britischer Diplomat. Julian Asquiths jüngerer Sohn Dominic Asquith ist seit 2007 britischer Botschafter im Ägypten und war zuvor von 2006 bis 2007 Botschafter im Irak.

## Ehrungen
1961 wurde er Companion des Order of St. Michael and St. George. 1964 wurde er dort Knight Commander.